# Skanörs borg

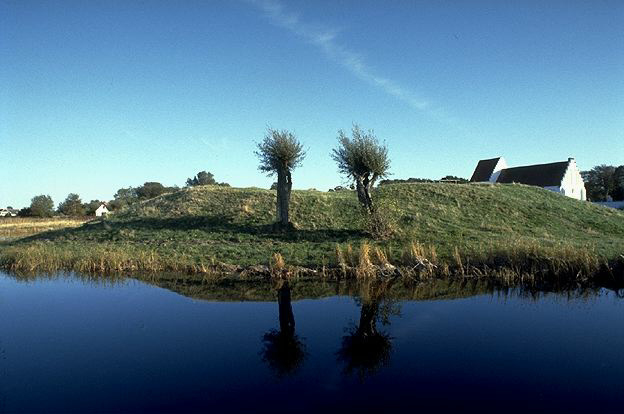
Skanörs medeltida borgruin.

Skanörs borg var en borg som låg i medeltida Skanör i nuvarande Vellinge kommun i Skåne. Dagens ruiner, som ligger norr om Skanörs kyrka, består av en ruinkulle, låga murrester och vallgravar. Borgen uppfördes på 1220-talet och revs i slutet av 1700-talet. 

## Historia
Fiskemarknaderna i Skanör - Falsterbo drog årligen under 1200-talet fram till början av 1500-talet till sig tiotusentals besökare. Den danske kungen garanterade genom sina fogdar att ordning och lag upprätthölls på fiskmarknaden. Fogdarna krävde också in skatter och avgifter. Sillamarknaderna var under medeltiden den danska kronans viktigare inkomstkällor. Från borgen i Skanör styrde skatteindrivarna verksamheten. Hit fick man till exempel gå för att lösa sitt dåtida "fiskekort". Som kvitto på betalningen erhöll man ett litet, stämplat blymärke.
Borgen erövrades 1312 av tyskarna. Vid denna tid uppfördes slottet Falsterbohus i det närliggande Falsterbo och borgen i Skanör bör ha mist en del av sin betydelse. År 1407 omtalas dock fortfarande en kunglig fogde i Skanör. De yngsta myntfynden från borgkullen härrör från Erik av Pommerns tid på 1420-talet. Efter denna tid har borgen övergivits. 
I dag kvarstår själva borgkullen, låga murrester samt rester efter de två vallgravar som kringgärdat denna. På senare år har det mesta blivit igenvuxet. Det var en utgrävning 1907-1909 som avslöjade hur borgen en gång sett ut. Under 1980-talet gjordes ytterligare undersökningar. Uppe på den kullerstensatta kullen har legat ett tegelhus på 17 x 8 meter och ett mindre korsvirkeshus. Här har också funnits en djup, träklädd brunn. Vid vallgraven runt kullens fot har det löpt en träpalissad. Av de två ringformade vallgravar som en gång omgav borgkullen återstår i dag i sin helhet endast den innersta. Genom påträffade silvermynt dateras till första hälften av 1200-talet.